# هارولد أندرسون (مدرب كرة سلة)
هارولد أندرسون (بالإنجليزية: Harold Anderson) (و. 1902 – 1967 م) هو مدرب كرة سلة، ولاعب كرة سلة أمريكي، ولد في آكرون، توفي في فورت لاودردال، عن عمر يناهز 65 عاماً.

## التعليم
تعلم في National Inventors Hall of Fame STEM High School ‏
.

## روابط خارجية
- هارولد أندرسون على موقع قاعة المشاهير الجامعة الوطنية لكرة السلة (الإنجليزية)
- هارولد أندرسون على موقع كلية كرة السلة في سبورتس رفرنس.كوم (الإنجليزية)